# Cinturón de Orión

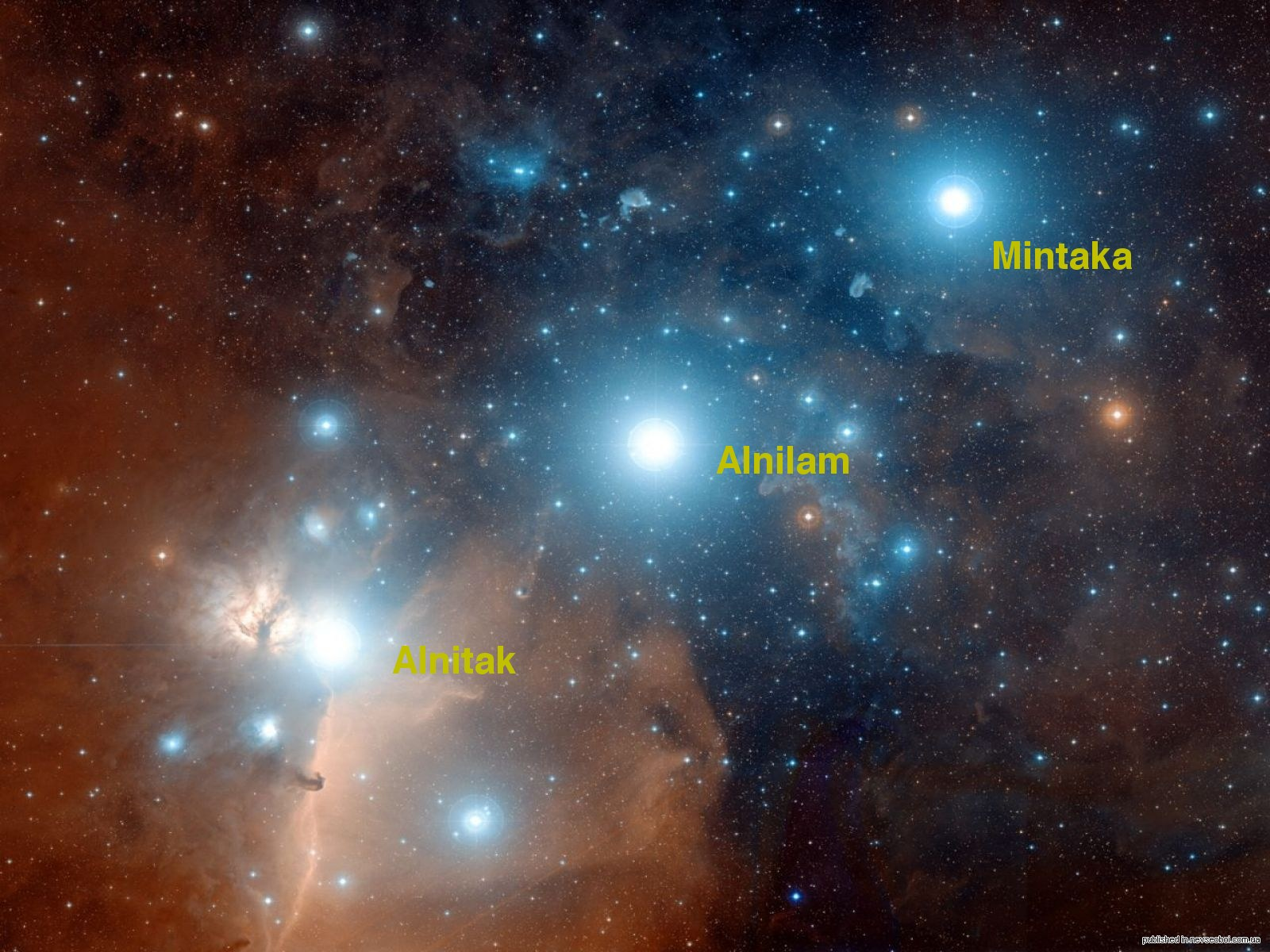
Cinturón de Orión. Se observa junto a Alnitak la nebulosa de la Flama y la nebulosa Cabeza de Caballo

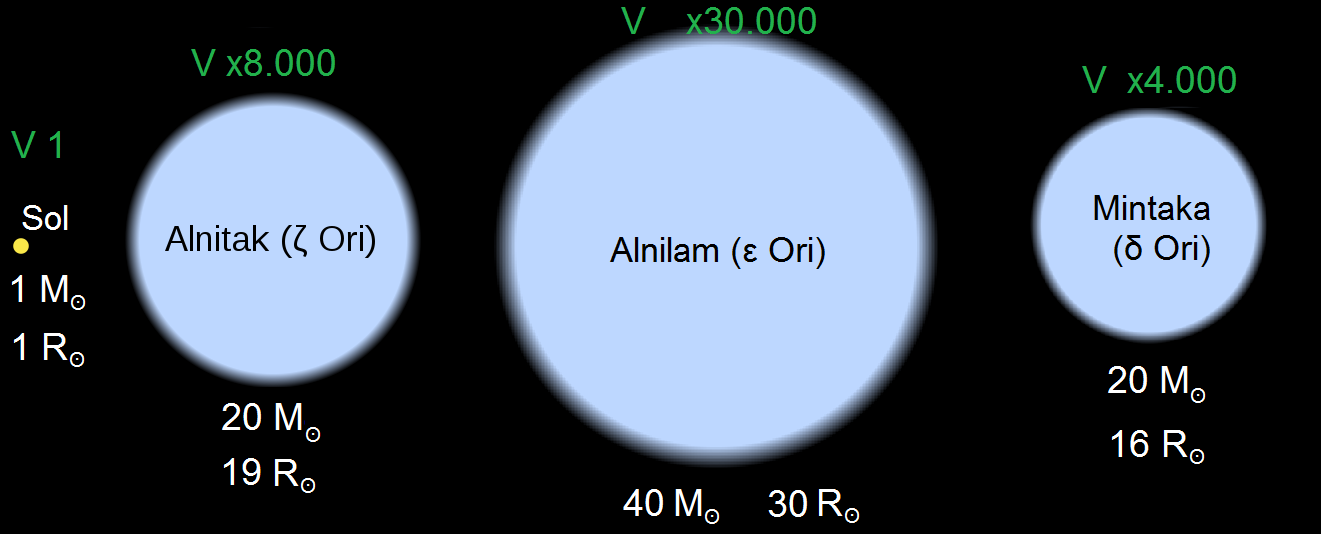
Comparación por las estrellas del cinturón de Orión respecto al Sol

El cinturón de Orión es un asterismo perteneciente a la constelación de Orión. Toma esta denominación por ser el cinturón de la figura del cazador, correspondiendo a su parte central.
Es la alineación de las tres brillantes estrellas conocidas con el apodo de los tres Reyes Magos o las Tres Marías cuyos nombres son: Alnitak, Alnilam y Mintaka.
Se trata de un cúmulo abierto y está catalogado como Collinder 70 (Cr-70), también es considerado parte de la asociación estelar OB1 de Orión con el nombre de subgrupo OB1b.

## Visibilidad
En los anocheceres del mes de noviembre en el horizonte Este, la figura del cazador está acostada y desde el hemisferio boreal, la cabeza mira hacia el Norte y las piernas hacia el Sur, al contrario si el observador lo es del hemisferio austral, es por lo que el cinturón se observa de manera perpendicular al horizonte, y de arriba abajo, son las estrellas: Mintaka, Alnilam y Alnitak.
Este asterismo es visible al anochecer entre mediados de noviembre y finales de mayo de cada año.
El paso por el meridiano (mayor altura en el cielo Sur) es aproximadamente el 17 de febrero a las 21 horas.
El ocaso se producirá aproximadamente el 31 de mayo del año siguiente a las 21 horas y el asterismo estará prácticamente paralelo al horizonte, por lo que se ocultará en menos de 4 minutos.
Es posible verlos antes del amanecer hacia el 31 de julio a las 6 horas, y así cada día, ver las estrellas salir sobre el horizonte Este, cada vez más temprano hasta llegar a las 21 horas del 15 de noviembre.
Los países ecuatoriales ven durante todo el año este asterismo.

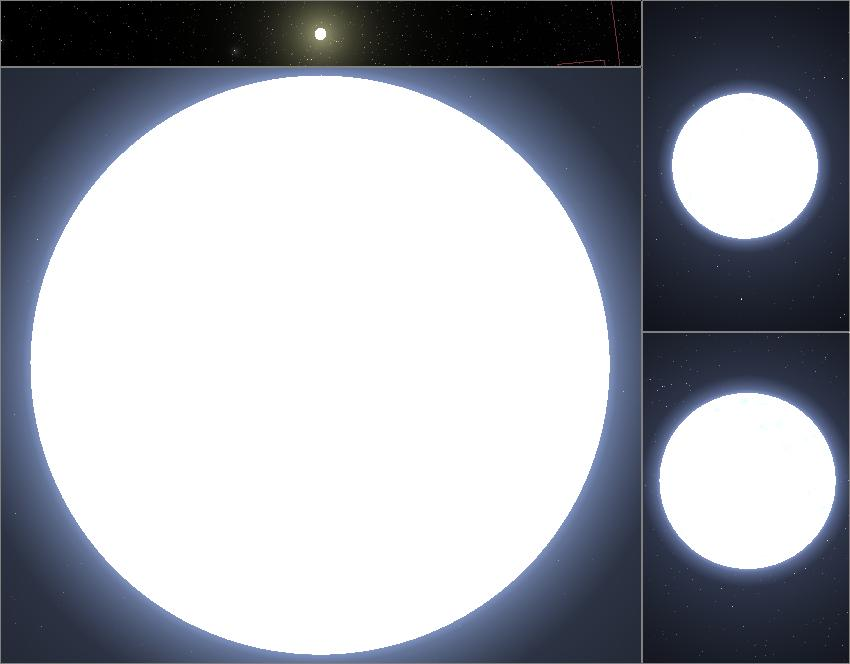
Estrellas del cinturón de Orión comparadas con el tamaño del Sol generados en el programa de Celestia

## Estrellas visibles a simple vista[1][2]
|      | Nombre        | B | F  | HR   | HD    | HIP    | SAO/Σ  | A.R.(α)  | decl.(δ) | vis. mag.     | ABS. mag. | Dist. (al) | Clase esp. | Notas                          |
| ---- | ------------- | - | -- | ---- | ----- | ------ | ------ | -------- | -------- | ------------- | --------- | ---------- | ---------- | ------------------------------ |
| [1]  | Alnilam       | ε | 46 | 1903 | 37128 | 26311  | 132346 | 5h36m12s | -1º 12'  | +1.69         | -6.60     | 1345       | B0         |                                |
| [2]  | Alnitak       | ζ | 50 | 1948 | 37742 | 26727  | 132444 | 5h40m48s | -1º 57'  | +1.74         | -5.50     | 816        | O9         |                                |
| [3]  | Mintaka       | δ | 34 | 1852 | 36486 | 25930  | 132220 | 5h32m0s  | -0º 18'  | +2.25         | -0.60     | 919        | O9         | Múltiple con binaria a eclipse |
| [4]  | Sigma orionis | σ | 48 | 1931 | 37468 | 26549  | 132406 | 5h38m42s | -2º 36'  | +3.77         | -3.55     | 950        | O9         | Múltiple                       |
| [5]  | CI orionis    |   | 31 | 1834 | 36167 | 25737  | 132176 | 5h29m44s | -1º 5'6  | +4.71         | -1.23     | 502        | K4III      | Variable                       |
| [6]  |               |   |    | 1952 | 37756 | 26736  | 132445 | 5h40m48s | -1º 7'8  | +4.95         | -2.74     | 1126       | B3V        |                                |
| [7]  |               |   |    | 1861 | 36591 | 25980  | 132234 | 5h32m41s | -1º 35'5 | +5.30         | -3.10     | 1561       | B1IV       |                                |
| [8]  | VV orionis    |   |    | 1868 | 36695 | 26063  | 132255 | 5h33m31s | -1º 9'4  | (+5.35/+5.66) | +2.92     | 1469       | B1V        | Var.Algol                      |
| [9]  |               |   |    | 1874 | 36780 | 26108  | 132270 | 5h34m2s  | -1º 28'2 | +5.92         | -0.65     | 673        | K5III      |                                |
| [10] |               |   |    |      | 36558 | 25976  | 132233 | 5h32m38s | 0º 0'7   | +6.15         | -1.49     | 1101       | K5         |                                |
| [11] |               |   |    | 1950 | 37744 | 26713  | 132441 | 5h42m21s | -2º 49'1 | +6.22         | -1.65     | 1364       | B1-5v      | Variable                       |
| [12] |               |   |    | 1873 | 36779 | 26106  | 132269 | 5h34m1   | -1º 2'4  | +6.24         | -1.50     | 1151       | B2         | Doble                          |
| [13] |               |   |    |      | 36840 | 26149  | 132277 | 5h34m29s | 0º 0'7   | +6.25         | -1.09     | 959        | G5         |                                |
| [14] | V1197 orionis |   |    | 1970 | 38099 | 26953  | 132480 | 5h43m9s3 | -1º 36'8 | +6.30         | +0.26     | 526        | K4III      | Var.elipsoidal                 |
| [15] |               |   |    |      | 36150 | 25732  | 132175 | 5h29m41s | -0º 48'1 | +6.49         | +1.30     | 357        | A5III/IV   | Doble o múltiple               |
| [16] |               |   |    | 1863 | 36646 | 26020A | 132247 | 5h33m7s  | -1º 43'  | +6.60         | -3.04     | 2764       | B4Vn       | Variable                       |
| [17] |               |   |    |      | 35971 | 25622  | 132144 | 5h28m26s | -0º 1'2  | +6.65         | +0.32     | 602        | B9         |                                |
| [18] |               |   |    |      | 37199 | 26580  | 40510  | 5h38m13s | -1º 10'1 | +6.80         | +1.54     | 1517       | B2V        |                                |
| [19] |               |   |    | 1959 | 37904 | 26820A | 132465 | 5h42m24s | -2º 53'4 | +6.80         | +2.19     | 273        | A9IV-V     |                                |
| [20] |               |   |    |      | 36139 | 25727  | 132174 | 5h29m38s | -0º 1'3  | +6.85         | -1.52     | 380        | A0         |                                |
| [21] | V901 orionis  |   |    |      | 37776 | 26742  | 132446 | 5h40m54s | -1º 30'6 | +6.96         | -0.77     | 1161       | B2V        | Var. SX Ari.                   |

## Nebulosas
| Nombre                     | M  | NGC/IC | B  | Sh2 | Clase de objeto | A.R.(α)  | decl.(δ) | Dist. (al) | Tamaño aparente (minutos de arco) | Radio en años-luz |
| -------------------------- | -- | ------ | -- | --- | --------------- | -------- | -------- | ---------- | --------------------------------- | ----------------- |
| Nebulosa Cabeza de Caballo |    | 434    | 33 |     | Neb.oscura      | 5h40m59s | -2º 27'5 | 1500       | 8' X 6'                           | 3.5               |
| Nebulosa de la Flama       |    | 2024   |    | 277 | Neb.emisión     | 5h41m54s | -1º 51'  | 1200       | 30' X 30'                         | 12                |
| IC-434                     |    | 434    |    | 277 | Neb.emisión     | 5h41m    | -2º 30'  | 1500       | 65' X 60'                         | 12.5              |
| Messier 78                 | 78 | 2068   |    |     | Neb.reflexión   | 5h46m40s | +0º 3'   | 1600       | 8' X 6'                           | 5                 |

## Asociación estelar
El cinturón de Orión forma parte de la asociación estelar OB1 y está catalogada como subgrupo OB1b que está integrado en el extremo más occidental del complejo de nubes moleculares e históricamente se considera que es el segundo subgrupo en surgir tras la primera o siguiente explosión de supernova de la región.
Esta asociación estelar está subdividida en otras tres de menor entidad, sus miembros tienen una edad promedio inferior a los 8 millones de años.
Parte del viento estelar de σ Orionis permite la ionización de la nebulosa de emisión IC434 que es posible contemplar y forma también parte de este subgrupo.
Todos los miembros del cúmulo abierto Collinder 70 (Cr-70) son las estrellas visibles en torno a la estrella  Alnilam (Épsilon (ε) Orionis) y que coincide con el propio asterismo del cinturón de Orión, en su mayor parte.
El cúmulo abierto Collinder 70 se encuentra a una distancia entre 900 a 1600 años luz de la Tierra.

## Tradición cultural

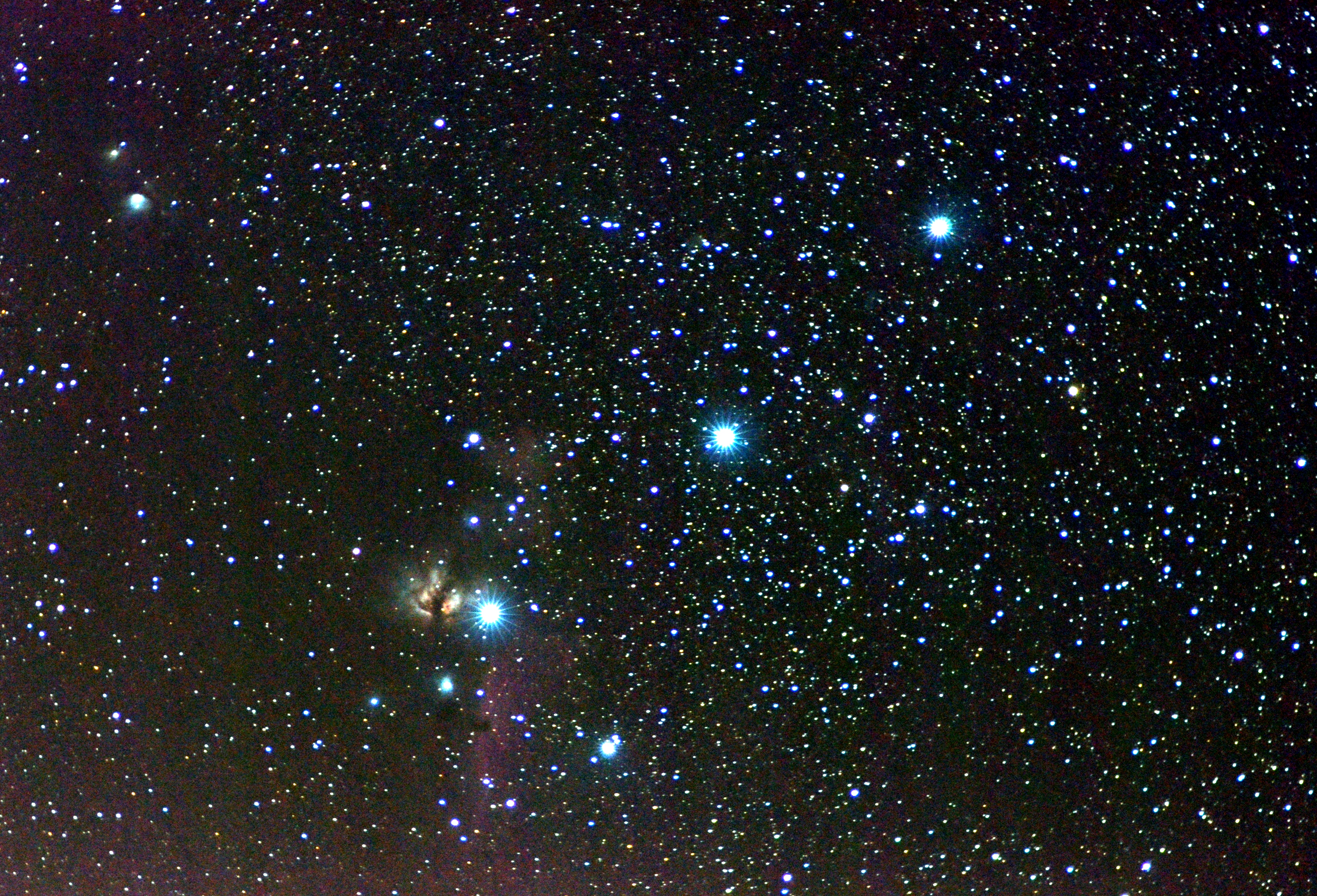
Fotografía de las estrellas del Cinturón de Orión. De izquierda a derecha: Alnitak junto a Sigma Orionis, Alnilam y Mintaka.

Las tres estrellas son conocidas en España y América del Sur como «Las Tres Marías», también en Costa Rica. En los países mediterráneos y países de Centroamérica, salvo Costa Rica, y Mar Caribe, como México, Puerto Rico y parte de Colombia, son conocidas como «los Tres Reyes Magos» debido a que es visible saliendo por el horizonte este en los anocheceres de la época navideña y en los días previos a la Epifanía (6 de enero).
De la tradición árabe recibe sus nombres: Alnilam del árabe  النظام An-niżām que significa «el collar de perlas», Mintaka y Alnitak, ambos nombres hacen referencia al «cinturón» del cazador. Mintaka deriva de la palabra árabe para cinturón, منطقة manţaqah, y Alnitak proviene de la palabra árabe النطاق an-niṭāq, que comparte con la anterior tanto la etimología como el significado.
En la época del antiguo Egipto, la constelación de Orión y otras circundantes representa la figura de Sah, existiendo correlación entre las constelaciones (egipcia) de Sah y (griega) de Orión.
En la Cultura china, los Fushoulu (o Fu Lu Shou), son tres dioses benefactores de la religión china asociados con astros del cinturón de Orión.
Según Locher, las tres puntas de la corona de Sah corresponderían a las tres estrellas del cinturón de Orión.
En el último siglo se ha propuesto la hipótesis de que la alineación ligeramente inclinada del Cinturón de Orión coincide con la posición de las tres grandes pirámides de Giza en Egipto. Está hipótesis, popularizada en 1984 por Robert Bauval, ingeniero y escritor aficionado a la astronomía y la egiptología, parte de la base de que para los antiguos egipcios, Orión era un aspecto de Osiris, el dios que presidía el tribunal del juicio final desde sus dominios, la Duat o inframundo celestial. Sin embargo, la hipótesis de la correlación de las pirámides con las estrellas del Cinturón de Orión ha sido rigurosamente rebatida por diferentes expertos, y a día de hoy no goza de ninguna credibilidad, más allá del interés evocador y narrativo que ha alcanzado a nivel popular.
De la tradición greco-romana tenemos que a este conjunto de tres estrellas, Ovidio la denominó Zona, término procedente de la palabra griega Η ζώνη (el cinto) y tomada de Aristóteles. Plauto, Varro entre otros literatos romanos la denominaron Iugula (el cuello)